# Kim Jong-rae
Pour les articles homonymes, voir Rae.
Kim Jong-rae (né à Kyōto au Japon en 1927, mort en Corée en 2001) est un manhwaga célèbre pour ces récits dramatiques mettant en scène la vie quotidienne des personnes qui souffrent.
Kim Jong-rae a fait ses études dans un institut de peinture à Kyōto avant de s'installer en Corée en 1946 et de s'engager dans l'armée. En 1952 il est en poste dans le service psychologique du département stratégique de l'infanterie et dessine de nombreux tracts de propagande. Son expérience dans l'armée, au contact des misères de la guerre, lui laissera une trace profonde. La réalisation de tracts lui permet de se familiariser avec le manhwa. C'est à cette époque qu'il publie son premier manhwa, l'histoire de Park Mun-su. Il rencontre très vite le succès, en 1955 avec l'Horizon des larmes (Nunmuteu Supyeongseon) et Le Long voyage à la recherche de ma mère (Eomachaja sammalli). Ces deux récits de 200 pages ont été publiés chacun en un seul volume par les éditions Manhwa Segyesa et comptent parmi les premiers albums de manhwa publiés en Corée. En 1962, il publie le Cœur couronné (Maeumeu wanggwan). On lui doit également le Prince Parrot ainsi que de nombreux autres récits dramatiques qu'il publie jusqu'à sa retraite en 1978.
L'œuvre très populaire de Kim Jong-rae met l'accent, à travers des thèmes classiques, sur le sentiment de pauvreté et de tristesse qui anime la Corée des années 1950 et 1960. Il fait également preuve d'un sens aigu de l'art séquentiel et de l'agencement judicieux de ses dessins soutenus par des arrière-plans magnifiques influencés par la peinture classique. Le public coréen se consola et partagea ses malheurs auprès des personnages originaux de Kim Jong-rae qui est encore considéré aujourd'hui comme l'un des maîtres du manhwa et fait l'objet de nombreuses expositions et rééditions en Corée.